# Хочамля
Хочамля, канал Хочамля (біл. Хочамля) — річка в Буда-Кошельовському районі Гомельської області Білорусі, права притока річки Уза (басейн Дніпра).
Довжина річки 10 км. площа водозбору 42 км². Середній нахил водної поверхні 0,8 м/км. Починається зі ставка біля села Бацунь. Впадає до Узи приблизно за 3 км у напрямку на південний схід від селища Григорівка, за 2 км на схід від селища Рубіж Гомельського району. Водозбір у межах Чечерської рівнини. Русло Хочамлі каналізоване в середній і нижній течії.